# Lupinus carlos-ochoae
Lupinus carlos-ochoae är en ärtväxtart som beskrevs av Charles Piper Smith. Lupinus carlos-ochoae ingår i släktet lupiner, och familjen ärtväxter. Inga underarter finns listade i Catalogue of Life.